# Franck Signorino
Franck Eddy Signorino (Nogent-sur-Marne, Val-de-Marne, 19 de setembre de 1981) és un futbolista professional francès, que ocupa la posició de defensa.

## Trajectòria
Realitza el seu debut professional a les files del FC Metz, amb qui puja el 2003 a la Ligue 1. El 2005 recala a les files del FC Nantes Atlantique.
El 2007, quan el Nantes perd la categoria, diversos clubs europeus mostren el seu interès pel defensa, que finalment fitxaria pel Getafe CF. A causa d'una lesió, no debutaria en Lliga fins a mitjans de desembre del 2007.
Una nova lesió el va mantindre inèdit la campanya 08/09. El gener del 2010, és cedit al FC Cartagena, de Segona Divisió.